# علیرضا رضایی
علیرضا رضایی (زادهٔ ۲۰ تیر ۱۳۵۵ در تهران) کشتی‌گیر پیشین ایرانی در دستهٔ فوق سنگین‌وزن کشتی آزاد و مربی کشتی است. رضایی در المپیک ۲۰۰۴ آتن مدال نقرهٔ را کسب کرد که اولین مدال المپیک ایران در دستهٔ فوق سنگین‌وزن رشتهٔ کشتی بود. او همچنین برندهٔ مدال برنز مسابقات قهرمانی کشتی جهان در سال ۲۰۰۳، برندهٔ مدال طلای بازی‌های آسیایی ۱۹۹۸ و قهرمان دو دورهٔ مسابقات قهرمانی کشتی آسیا در سال‌های ۱۹۹۹ و ۲۰۰۳ است. او پس از بازنشستگی به مربیگری روی‌آورد.
رضایی در دوره‌ای سرمربی تیم ملی کشتی آزاد جوانان ایران بوده‌است. او همچنین سرمربی تیم ملی کشتی آزاد امید ایران را در مسابقات قهرمانی زیر ۲۳ سال جهان ۲۰۱۷ بود که در این مسابقات فرمان باخت او به علیرضا کریمی در مقابل حریف، برای روبرو نشدن با حریف اسراییلی در دیدار بعدی، حاشیه‌ساز شد. او همچنین به عنوان سرمربی هدایت تیم دانشگاه آزاد را در لیگ برتر کشتی آزاد ایران در سال ۱۳۹۸ برعهده داشت.
وی کشتی را در سن ۱۴ سالگی در باشگاه کشتی ایزد فردوسی با مربیگری استاد ارسلان پیروز شروع کرد. در ۱۶ سالگی در استانبول، ترکیه قهرمان سنگین‌وزن نوجوانان جهان شد و عنوان ستارهٔ مسابقات را به خود اختصاص داد.
رضایی نخستین مدال‌آور کشتی ایران در دستهٔ فوق سنگین در المپیک است. وی در سال ۲۰۰۳ سوم جهان شد و در مسابقات قهرمانی جهان ۲۰۰۲ تهران هم در ترکیب تیم ایران حضور داشت.